# Станіслав Бжостовський
Станіслав Бжостовський (пол. Stanisław Brzostowski; 2 березня 1733, с. Валкалата Ошмянського повіту Віленського воєводства Великого князівства Литовського) — 8 квітня 1769, с. Рубежевичі) — державний і воєнний діяч Речі Посполитої, полковник військ польських, шеф полку великої булави ВКЛ, воєвода інфлянтський (лівонський) (з 1767), староста бистрицький, радошковицький, пропошецький, маршалок литовський Радомської конфедерації.

## Біографія
Представник знатного шляхетського роду Бжостовських герба «Стремено». Син Юзефа Бжостовського, писаря великого литовського. Кілька раз обирався послом (делегатом) до Сейму Речі Посполитої: у 1754 і 1760 роках від Ошмянського повіту, у 1761 році — від Пінського повіту і в 1762 — від Браславського повіту.
Був полковником петигорійського полку — легкої литовської кінноти великої булави литовської.
Прибічник Кароля Станіслава Радзивілла, у 1763 зі своїм полком захищав засідання Литовського Трибуналу від погрози втручання російський військ, викликаних Чорторийськими.
У 1767 був обраний маршалком литовським Радомської конфедерації.
Під час барської конфедерації у 1768 перейшов на бік Росії.
За службу нагороджений польськими орденами Білого орла і Св. Станіслава та двома високими нагородами Російської імперії.
Володів Радошковицьким і Пропойським староствами (до 1769).